# Limestone River
Der Limestone River (limestone englisch für Kalkstein) ist ein etwa 190 km langer linker Nebenfluss des Nelson River im Norden der kanadischen Provinz Manitoba.

## Flusslauf
Der Limestone River bildet den Abfluss des Limestone Lake. Er verlässt diesen an dessen Nordufer und fließt in überwiegend östlicher Richtung. Er bildet dabei zahlreiche Flussschlingen und Altarme aus. Der Limestone River fließt südlich am Little Limestone Lake vorbei. Der Bahnhaltepunkt Bird der Hudson Bay Railway von The Pas nach Churchill liegt am Unterlauf des Flusses. Kurz darauf, 3,6 km oberhalb der Mündung, überquert die Bahnstrecke den Limestone River. Die Mündung des Limestone River befindet sich direkt unterhalb des am Nelson River gelegenen Wasserkraftwerks Limestone. 900 m oberhalb der Mündung kreuzt die Manitoba Provincial Road 290 den Fluss.

## Hydrologie
Der Limestone River entwässert ein Areal von ungefähr 3330 km². Der mittlere Abfluss am Pegel 7 km oberhalb der Mündung beträgt 21,3 m³/s. Im Mai treten mit 63,9 m³/s im Mittel die höchsten monatlichen Abflüsse auf.